# Ortogonális mátrix
A ortogonális mátrix (jele általában Q) csakis valós számokkal kitöltött unitér mátrix.

## Tulajdonságai
Ezekre a mátrixokra igaz, hogy transzponáltja egyben inverze is:
{\displaystyle Q^{T}Q=QQ^{T}=E.\,\!}
Az ortogonális mátrix determinánsa +1 vagy −1.
Az ortogonális mátrix különleges esete a speciális ortogonális mátrix, ha determinánsa +1:
{\displaystyle \det Q=+1.\,\!}
Ha egy mátrix ortogonális és felcseréljük az oszlopvektorok sorrendjét, akkor az így kapott új mátrix is ortogonális lesz. Gyakorlati alkalmazás során előnyük, hogy a velük való szorzás megőrzi a hosszat, szögeket és a térfogatot.

## Példák
A következőkben néhány ortogonális mátrix látható esetleges alkalmazásukkal.
- {\displaystyle {\begin{bmatrix}1&0\\0&1\\\end{bmatrix}}\qquad {\text{ }}} (egységnyi transzformáció)

- {\displaystyle {\text{    }}{\begin{bmatrix}\cos \theta &-\sin \theta \\\sin \theta &\cos \theta \\\end{bmatrix}}\qquad {\text{ }}} (forgatás {\displaystyle \theta } szöggel)

- {\displaystyle {\text{    }}{\begin{bmatrix}{\text{0,96}}&{\text{-0,28}}\\{\text{0,28}}&\;\;\,{\text{0,96}}\\\end{bmatrix}}\qquad {\text{ }}} (forgatás 16,26°-kal)

- {\displaystyle {\begin{bmatrix}1&0\\0&-1\\\end{bmatrix}}\qquad {\text{ }}} (tükrözés az x-tengelyre)

- {\displaystyle {\begin{bmatrix}0&0&0&1\\0&0&1&0\\1&0&0&0\\0&1&0&0\end{bmatrix}}\qquad {\text{ }}} (tengelyek permutációja)